# Исламская международная миротворческая бригада
Исламская международная миротворческая бригада (ИММБ) — исламистская международная террористическая организация, созданная в 1998 году на территории Чечни Шамилем Басаевым как вооружённое формирование под эгидой Конгресса народов Ичкерии и Дагестана (КНИД).
Целью ИММБ провозглашалось построение исламского государства на Северном Кавказе. Возглавлялась сначала Басаевым (убит 10 июля 2006), затем Абу Хафсом аль-Урдани (убит 26 ноября 2006).
ИММБ была тесно связана с Аль-Каидой, важную роль в ней играли арабские наёмники Хаттаб (убит в 2002) и Абу аль-Валид (убит в 2004). Члены ИММБ принимали активное участие в нападении чеченских боевиков на Дагестан летом 1999 года и в террористическом акте на Дубровке в октябре 2002 года.
Действовала на территории России, Грузии и Азербайджана.
США официально признали организацию террористической.